# 卡特日娜·特普拉
卡特日娜·特普拉（捷克語：Kateřina Teplá，？—），捷克女子高山滑雪运动员。她曾代表捷克斯洛伐克、捷克参加1992年、1998年和2002年冬季残疾人奥林匹克运动会高山滑雪比赛，获得五枚金牌和三枚银牌。